# Rhodometra peculiata
Rhodometra peculiata är en fjärilsart som beskrevs av Walker 1862. Rhodometra peculiata ingår i släktet Rhodometra och familjen mätare. Inga underarter finns listade.